# Antonysamy Savarimuthu
Antonysamy Savarimuthu (ur. 8 grudnia 1960 w Vadakku Vandaman) – indyjski duchowny katolicki, biskup Palayamkottai w latach 2019-2025, arcybiskup Maduraj od 2025. 

## Życiorys

### Prezbiterat
Święcenia kapłańskie otrzymał 26 kwietnia 1987 i został inkardynowany do diecezji Palayamkottai. Pracował głównie w seminariach duchownych w Maduraj i Bengaluru. Był też m.in. sekretarzem biskupim, rektorem sanktuarium w Maharajanagar oraz wikariuszem generalnym diecezji.

### Episkopat
20 listopada 2019 papież Franciszek mianował go biskupem diecezji Palayamkottai. Sakry udzielił mu 15 grudnia 2019 metropolita Maduraj – arcybiskup Antony Pappusamy.
5 lipca 2025 papież Leon XIV prekonizował go arcybiskupem metropolitą Maduraj. Ingres odbył 2 sierpnia 2025.